# Verkehrszentrale Nord-Ostsee-Kanal

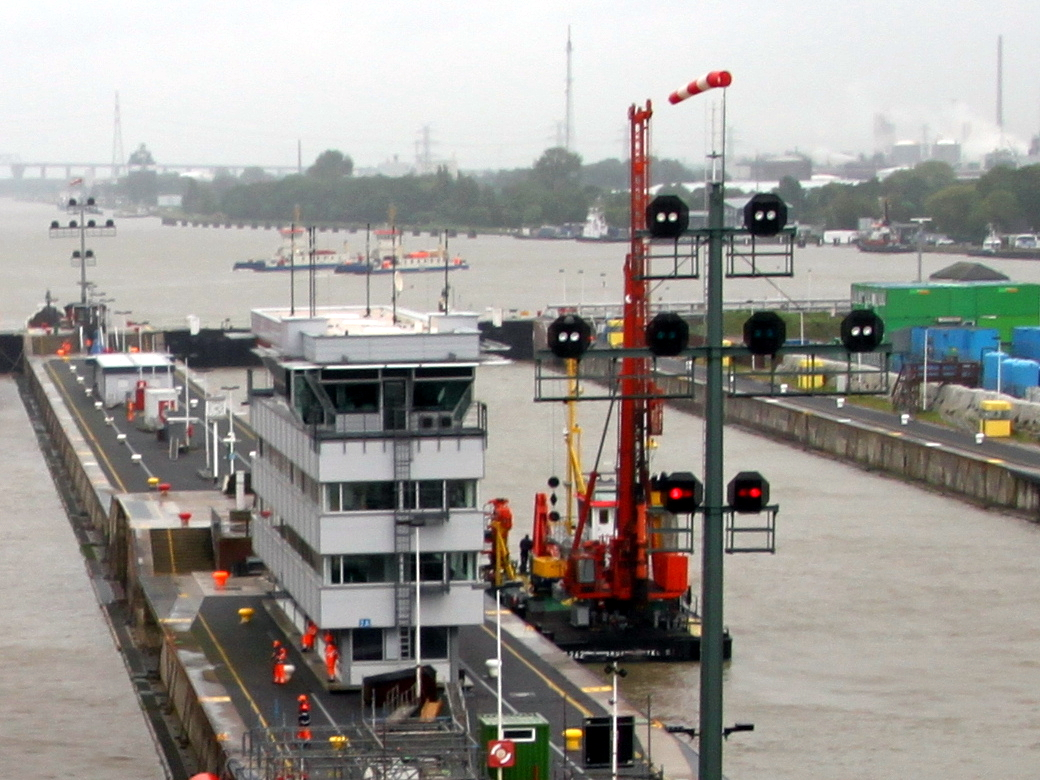
Gebäude der VZ auf der Schleuseninsel der Großen Schleusen in Brunsbüttel

Die Verkehrszentrale Nord-Ostsee-Kanal (VZ NOK) ist die zuständige deutsche Behörde für den internationalen Schiffsverkehrsdienst VTS (englisch Vessel Traffic Service) auf dem Nord-Ostsee-Kanal. Sie überwacht die Schifffahrt auf der 98 Kilometer langen Bundeswasserstraße zwischen den Schleusenanlagen in Brunsbüttel und Kiel und unterstützt die Schiffsführer und Lotsen an Bord der Schiffe. Aufgrund einer UN-Konvention ist VTS eine behördliche Aufgabe, die rund um die Uhr zur Verfügung stehen muss, um die Sicherheit und Leichtigkeit des Schiffsverkehrs zu gewährleisten.

## Organisation und Maritime Verkehrstechnik
Die Verkehrszentrale Nord-Ostsee-Kanal gehört zum WSA Nord-Ostsee-Kanal. Das Amt ist eines von 17 Ämtern der Generaldirektion Wasserstraßen und Schifffahrt (GDWS) als zentrale Bundesbehörde. Die Verkehrszentrale hat ihren Sitz auf der Mittelinsel der großen Schleusen in Brunsbüttel, die einen guten Überblick über den gesamten Schleusenbereich bietet.
Die Zentrale ist an die Maritime Verkehrstechnik der GDWS angeschlossen und mit den Außenstationen direkt verbunden. Wichtigste Datengrundlage sind die Informationen der Radarüberwachung längs des Kanals und die Schiffsinformationen aus dem AIS (Automatic Identification System). Das VTS-System erzeugt daraus ein laufend aktualisiertes Verkehrslagebild auf dem Hintergrund der elektronischen Seekarte. Die Bedienung des VTS-Systems obliegt den Nautikern mit ihren nautischen Assistenten.

## Aufgaben der Verkehrszentrale
Den Nord-Ostsee-Kanal durchfahren pro Jahr über 30.000 Schiffe und im Sommerhalbjahr zusätzlich rund 10.000 bis 15.000 Sportboote. Für diesen Schiffsverkehr übernimmt die Verkehrszentrale als Hauptaufgabe die maritime Verkehrssicherung und die Ordnung des Schiffsverkehrs als Schifffahrtspolizei mit dem Ziel, Unfälle zu vermeiden und Gefahren für Schiff und Ladung abzuwehren.
Da der Kanal nicht ausreichend breit ist, um allen Schiffen einen sicheren Begegnungsverkehr zu ermöglichen, muss die Verkehrszentrale Verkehrsgruppen bilden, die als Gruppe gemeinsam den Kanal passieren. Die Begegnung dieser Verkehrsgruppen ist geregelt und wird durch die Zentrale überwacht und gelenkt. Daneben sind die Nautiker der Verkehrszentrale auch zuständig für das Ein- und Ausschleusen der Schiffe in Kiel und Brunsbüttel. Mit den vorliegenden Schiffsabmessungen sowie den Vorgaben zu Zusammenlegungsverboten von Passagierschiffen und Schiffen mit bestimmten gefährlichen Gütern erfolgt eine Aufteilung auf die Schleusen. Bei der Schleusenbelegungsplanung muss zusätzlich beachtet werden, dass die Schiffe entsprechend ihrer Manövriereigenschaften auf die entsprechende Schleusenseite verteilt werden, um das Aufstoppen und Festmachen in der Schleuse so sicher wie möglich zu machen.
Das Verkehrssicherungssystem der Verkehrszentrale Nord-Ostsee-Kanal dient der Überwachung der kanalspezifischen Besonderheiten. Aufgrund ihres Wissens und ihrer Erfahrungen bewerten die Nautiker die im VTS dargestellte Gesamtsituation und greifen bei Bedarf regelnd ein. Wichtigstes Kommunikationsmittel der Verkehrslenker ist der Sprechfunk auf Ultrakurzwelle, um Anweisungen zu geben bzw. die Schiffsmeldungen zu empfangen.

## Zuständigkeitsbereich
Der Zuständigkeitsbereich der Verkehrszentrale erstreckt sich über die gesamte Länge des Nord-Ostsee-Kanals und ist gegliedert in vier Bereiche, die jeweils über eigene Arbeitskanäle oder per Telefon angesprochen werden können:
| Sektor Rufname         | Revier                                                              | Arbeitskanal |
| ---------------------- | ------------------------------------------------------------------- | ------------ |
| Kiel Canal I Traffic   | Schleusenbereich Brunsbüttel                                        | 13           |
| Kiel Canal II Traffic  | Kanalstrecke von Brunsbüttel bis Breiholz südwestlich von Rendsburg | 02           |
| Kiel Canal III Traffic | Kanalstrecke zwischen Breiholz und Kiel-Holtenau                    | 03           |
| Kiel Canal IV Traffic  | Schleusenbereich Holtenau                                           | 12           |

Die Verkehrszentrale übernimmt/übergibt die begleitende Schiffsführung von/zu den Kollegen der angrenzenden Gebiete:
- in Brunsbüttel → Elbmündung und Nordsee: Verkehrszentrale Cuxhaven
- in Brunsbüttel → Elbe und Hamburger Hafen: Verkehrszentrale Brunsbüttel
- in Kiel → Kieler Förde und Ostsee: Verkehrszentrale Travemünde